# Тан, Карой
Карой Тан [венг. Than Károly; Карл фон Тан (нем. Carl von Than); 20 декабря 1834 — 5 июля 1908] — венгерский химик, открывший в 1867 году сульфидоксид углерода.

## Биография
Антон Карой Тан родился в городе Обече (совр. Бечей, Сербия), который на тот момент находился в составе Австрийской империи. Во время Венгерской революции 1848 года он прервал своё обучение и пошёл добровольцем на фронт в возрасте 14 лет. По возвращении домой после окончания войны он подрабатывал в аптеках для того, чтобы прокормить себя и достать денег для того, чтобы закончить своё образование. Окончив школу в Сегеде, он поступил в Венский университет, чтобы изучать химию и медицину. Учёную степень доктора наук он получил за свою работу совместно с Йозефом Редтенбахером в 1858 году. Проработав некоторое время ассистентом Редтенбахера, он перешёл в Гейдельбергский университет, где работал совместно с Робертом Бунзеном, а также с Шарлем-Адольфом Вюрцем в Парижском университете. Вернувшись к Редтенбахеру в 1859 году, Карой Тан некоторое время проработал преподавателем в Венском университете.
В 1860 году после перехода к обучению на венгерском языке в Будапештском университете требовались квалифицированные кадры, владеющие венгерским языком. Карой Тан решил воспользоваться предоставившейся ему возможностью и переехал в Будапешт, где проработал до ухода на пенсию. В 1872 году он женился, от этого брака родились пять детей. Стараниями Кароя Тана в свет вышел первый венгерский журнал по химии (Magyar Chémiai Folyóirat). Начиная с 1872 года и до самой смерти Тан возглавлял Венгерское естественнонаучное общество. В 1908 году ему был присвоен титул барона, после чего он скоропостижно скончался в том же году.

## Открытие сульфидоксида углерода
Карой Тан, которому уже тогда было известно о существовании диоксида углерода (CO2) и сероуглерода (CS2), пытался получить сульфидоксид углерода COS. В ходе своих первых экспериментов он смешивал оксид углерода (CO) с серой, однако не добился желаемого результата. Затем Тан попытался синтезировать COS путём гидролиза роданистоводородной кислоты. В результате реакции тиоцианата калия и серной кислоты получился газ, содержавший значительное количество побочных продуктов (HCN, H2O and CS2), и требовавший очистки.
KSCN + 2 H2SO4 + H2O → KHSO4 + NH4HSO4 + COS
Тан смог дать описание для большей части свойств сульфидоксида углерода. За свои достижения в области химии Карой Тан был удостоен Премии Либена в 1868 году.